# Konkoly Gyula
Konkoly Gyula (Budapest, 1941. július 21. –) magyar festőművész, egyetemi tanár.

## Élete
Konkoly Rezső és Peczka Anna-Katalin gyermekeként született.
Főiskolai tanulmányait a Képzőművészeti Főiskolán végezte 1959–1964 között, ahol Hincz Gyula tanítványa volt.
1964–1965 között Olaszországban, illetve Franciaországban volt tanulmányúton. 1968-1969 között részt vett az Iparterv-kiállításokon. 
1970-ben politikai menedékjogot kért Franciaországban. 1971-ben távollétében három és fél évi börtönre ítélték illegális nyomtatványokért. 1973-ban egyéni kiállítást rendezett Párizsban, manifesztumot tett közzé a képzőművészet megszűnéséről. 1974–1987 között könyvillusztrációkat és filmplakátokat készített. 
1987-től új művészeti periódust kezdett. 1990–1991 között Svédországban dolgozott.
1991-ben visszakapta magyar állampolgárságát. 1992–1995 között a Janus Pannonius Tudományegyetem festészeti tanszékén volt egyetemi tanár.

## Festményei
| - Csendélet (1951) - Kiskocsi (1952) - Voltaire (1952) - Havas háztető (1955) - Sárga szék (1955) - Akt tanulmány (1955) - Tejes kanna (1956) - Csendélet citrommal (1956) - Önarckép (1959) - Ugar-ragu (1965) - Dózsa (1966) - Danaé és Maya (1966) - Szt. József a gyermek Jézussal (1967) - Ketrec (1968) - Dávid és Betsabé (1988) - Ilza, a gulág tigrise (1988) - Visconti és az Adógaras (1988) - Susanne Claude Monet-nál Givernyben (1990-1992) - Lomb (1994) - Futó arabok 3 (2001) - Fóti Somlyó-No.-1 (2001) - Fóti Somlyó-No.-3 (2001) - Fóti Somlyó-No.-5 (2001) - Fóti Somlyó-No.-7 (2001) - Fóti Somlyó-No.-8 (2001) - Pipacsos mező-No.8 (2002) - Alleluja (2002) - Tavirózsa toronnyal (2003) - Tavirózsa szürkületben (2003) - Kék tavirózsák (2003) | - Két lány (2004) - Mély fűben (2004) - Fekete-fehér (2004) - Kis hullám (2004) - Húshagyó kedd (2004) - Greenpeace aktivisták Nagybányán, az Aurul aranybánya külszíni fejtője felett (2005) - Nehéz májusi férfisors (2005) - Savanyu Zsófi, Péntek Zsófi és Brigi (2005) - Vörös zöld komplementer (2005) - A legszebb pipacsok (2005) - Borsó a pipacsban (2005) - Pipacsok (2006) - Társaság (2006) - Kucsmagombaszedők (2006) - Marokkói helyzet (2006) - Választás lesz lányok! (2006) - A férfiak fent, az asszonyok lent (2006) - Tempéte, Cap Sizun (2007) - Cote de Belle-Ile en rose (2007) - Soleil couchant (2007) - Mer agitée á Penmarch (2007) - Les vagues vont aller se dormir (2007) - La Manneporte près d' Étretat (2007) - Vacsora a szabadban - A Múzsa jelenléte a Magyar Képzőművészeti Főiskolán - A Gyógyfürdő parkja - Lágyított tojás - Egy rózsaszál szebben beszél |

## Kiállításai

### Egyéni
- 1969 Budapest, Leninváros
- 1970 Budapest, Róma
- 1972 Párizs
- 1991 Stockholm, Budapest, Dunaújváros
- 1992 Pécs, Visegrád
- 1993 München
- 1994 Budapest, Varsó
- 1995 Budapest, Moszkva
- 1996, 1998, 2000 Budapest
- 1997 Budapest, Veszprém

### Csoportos
- 1968-1969, 1989-1990, 1992-1995, 1997-1998 Budapest
- 1971-1972, 1994 Párizs
- 1988, 1991-1992, 1996 Székesfehérvár
- 1993 Berlin
- 1995 Graz
- 1996 Vác
- 1998 Szombathely

## Könyvei
- Radikál vulgarizáció Richard Paul Lohse munkásságának megértéséhez (1993)
- Lois Viktor, egy magyar művész (1994)
- Tout est bon dans le cochon... (1997)
- A nemzetközi és a nemzeti művészet problémája a Nagybányai művésztelep történetében (1997)
- Bevezetés Simonyi Ernő művészetébe (2000)

## Külső hivatkozások
- Artportal.hu